# Fortunato Lamon
Fortunato Lamon (Castelfranco Veneto, 30 aprile 1904 – Castelfranco Veneto, 14 novembre 1993) è stato un calciatore italiano, di ruolo attaccante.
Era fratello dei calciatori Gino Lamon o Lamon I, Carlo Lamon o Lamon III e Benvenuto Lamon o Lamon IV, e per questo era conosciuto come Lamon II.

## Carriera
Giocò con il Padova il campionato di Divisione Nazionale 1927-1928, totalizzando 12 presenze e un gol.
Ha svolto incarichi per la squadra del Giorgione, compagine di Castelfranco Veneto.